# Avenue André-Zenatti
L'avenue André-Zenatti est une voie marseillaise située dans le 8e arrondissement de Marseille.

## Situation et accès
Elle va du rond-point Alain Savary au carrefour avec l'avenue des Goumiers et le boulevard du Sablier.
Longue d'environ 1,1 km, l'avenue se compose de deux voies de circulation automobile montantes et descendantes, encadrées par des pistes cyclables et des chemins piétonniers.
L'avenue André-Zenatti est desservie par les lignes   et   du réseau de bus RTM.

## Origine du nom
L'avenue a été nommée à la mémoire d'André Marcel Léon Zenatti, né le 31 mars 1912 à Paris et mort le 13 avril 1944 à Marseille, résistant français mort pour la France. 
André Zenatti, connu sous les noms de capitaine Aubert et Duquesnoy Marcel, rallie le réseau Combat en 1941 et ensuite Armée secrète et devient le chef du 2e bureau de l’Armée secrète des Bouches-du-Rhône. Arrêté le 23 juin 1943 à son atelier rue de Rome à Marseille, Zenatti sera incarcéré à la prison Saint-Pierre. Opéré le 14 juillet 1943 de péritonite appendiculaire, il restera jusqu’à guérison à l’hôpital Salvator. Transféré au siège de la Gestapo au 425 rue Paradis, il sera torturé et tué.
André Zenatti est enterré à la nécropole nationale de Luynes (carré A, rang 19, tombe 16).

## Bâtiments remarquables et lieux de mémoire
- Lycée hôtelier de Marseille